# كيران غيبس
كيران جيبس (بالإنجليزية: Kieran Gibbs)‏ ، من مواليد 26 سبتمبر 1989 في لندن في إنجلترا ، لاعب كرة قدم إنجليزي يلعب لنادي آرسنال الأنجليزي .

## روابط خارجية
- كيران غيبس على موقع الاتحاد الأوربي (الإنجليزية)
- كيران غيبس على موقع الدوري الأمريكي (الإنجليزية)
- كيران غيبس على موقع قاعدة بيانات كرة القدم.إي يو (الإنجليزية)
- كيران غيبس على موقع ليكيب (الفرنسية)
- كيران غيبس على موقع ناشيونال فوتبول تيمز (الإنجليزية)
- كيران غيبس على موقع Soccerbase.com (لاعب) (الإنجليزية)
- كيران غيبس على موقع Soccerway.com (الإنجليزية)
- كيران غيبس على موقع عالم كرة القدم.نت (الإنجليزية)
- كيران غيبس على موقع كووورة
- كيران غيبس على موقع AS.com (الإسبانية)